# Li (confucionismo)
Li (chinês tradicional: 禮, chinês simplificado: 礼, pinyin: lǐ) é uma palavra chinesa clássica que é comumente usada na Filosofia chinesa, particularmente no Confucionismo.  Li não abrange um objeto definitivo, mas sim uma ideia um tanto abstrata e, como tal, é traduzida de várias maneiras diferentes. Wing-tsit Chan explica que li originalmente significava "um sacrifício religioso, mas passou a significar cerimônia, ritual, decoro, regras de propriedade, boa forma, bom costume, etc., e até foi equiparado à Lei Natural."

## Escopo
O ritos de li não são ritos na concepção ocidental do costume religioso. De preferência, li incorpora todo o espectro de interação com humanos, natureza e até objetos materiais. Confucius inclui em suas discussões de "li" temas tão diversos como aprender, tomar chá, títulos, luto e governança. Xunzi cita "músicas e risos, choros e lamentações...arroz e milho, peixe e carne...o uso de bonés cerimoniais, mantos bordados, e sedas estampadas, ou de roupas de jejum e roupas de luto...quartos não-espaçosos e salões não muito isolados, tapetes rígidos, assentos e pavimentos" como partes vitais do tecido de li.

## Abordagens paraLi
Entre as primeiras discussões históricas sobre li está o 25º ano de Zhao Gong (em chinês: 昭公; pinyin: zhāo gōng) no Zuo Zhuan.
Li consiste nas normas do comportamento social adequado, como ensinaram aos outros por pais, anciãos da aldeia e funcionários do governo. Os ensinamentos de li promoveram ideais como piedade filial, fraternidade, justiça, boa fé e lealdade. A influência de li guiou as expectativas públicas, como a lealdade aos superiores e o respeito pelos anciãos na comunidade.
Contínuo com a ênfase na comunidade, seguindo  li  incluiu a internalização da ação, que ambos produzem o sentimento reconfortante de tradição e permite que se torne "mais aberto à panóplia de sensações da experiência" (Rosemont 2005). Mas também deve manter uma prática saudável de altruísmo, tanto nas ações em si como no próprio exemplo que está definido para os irmãos. Abordagens na comunidade, bem como abordagens pessoais em conjunto demonstram como  li  permeia em todas as coisas, o largo e o detalhado, o bom e o mau, a forma e a falta de forma. Esta é a realização completa de li.
Os rituais e práticas de li são de natureza dinâmica. As práticas Li foram revisadas e avaliadas ao longo do tempo para refletir as visões e crenças emergentes encontradas na sociedade.Embora essas práticas possam mudar, o que acontece muito devagar ao longo do tempo, os ideais fundamentais permanecem no centro de li, que se relacionam largamente com a ordem social.

## Lino Governo
Confúcio previu um governo adequado guiado pelos princípios de li. Alguns confucionistas propuseram a perfeição dos seres humanos com a aprendizagem de Li como parte importante desse processo. Em geral, os confucionistas acreditavam que os governos deveriam colocar mais ênfase em li e dependerem muito menos da punição penal quando governarem.
Confúcio enfatizou a importância dos ritos como fundamentais para a liderança governamental apropriada. Em suas palavras, Confúcio considerava os senhores feudais na China que adotaram os ritos chineses como sendo apenas governantes dos Estados Centrais. Ao contrário, os senhores feudais que não adotaram esses ritos foram considerados incivilizados, não dignos de ser considerados chineses ou parte dos Estados Centrais (Anais da Primavera e Outono).
Li deve ser praticado por todos os membros da sociedade. "Li" envolve também o superior que trata o inferior com propriedade e respeito. Como disse Confúcio, "um príncipe deve empregar seu ministro de acordo com as regras da propriedade (Li), os ministros devem servir o seu príncipe com lealdade" (Analectos, 3:19).

## Em citações
Li é "um termo pelo qual os historiadores do Chinês tradicional poderiam nomear os princípios do conservadorismo que avançavam nos discursos de seus personagens." 